# D'Artacan i els tres gosqueters
D'Artacan i els tres gosqueters (títol original en castellà: D'Artacán y los tres mosqueperros) és una pel·lícula espanyola d'animació per ordinador basada en la sèrie de televisió homònima del 1981, que a la vegada està basada en la novel·la Els tres mosqueters d'Alexandre Dumas.
Es va estrenar doblada al català el 18 d'agost del 2021.

## Argument
D'Artacan se'n va a París per aconseguir el seu somni: ser gosqueter. Allà coneixerà el seu fidel amic, el ratolí Pom, s'enamorarà de Juliette, al·lucinarà amb Milady, la famosa gata espia, i s'enfrontarà amb el pervers cardenal Richelieu. I sempre tindrà el suport dels famosos gosqueters: Athos, Portos i Aramis.

## Repartiment[4]
| Personatge           | Veu en català        |
| -------------------- | -------------------- |
| D'Artacan            | Ivan Labanda         |
| Juliette             | Núria Trifol         |
| Amis                 | Raúl Llorens         |
| Pontos               | José Posada          |
| Dogos                | Santi Lorenz         |
| Milady de Winter     | Alicia Laorden       |
| Comte de Rochefort   | Juan Antonio Bernal  |
| Cardenal Richelieu   | Joan Carles Gustems  |
| Pom                  | José Luis Mediavilla |
| Monsieur de Treville | Jordi Boixaderas     |
| Widimer              | Domènech Farell      |
| Rei Lluis XIII       | Pep Anton Muñoz      |
| Pare d'en D'Artacan  | Eduard Elias         |
| Capità Mitjallop     | Alfonso Vallés       |